# Parlament u plamenu, 16. listopada 1834.
Parlament u plamenu, 16. listopada 1834. (eng. The Burning of the Houses of Lords and Commons, October 16, 1834) je slavno ulje na platnu engleskog slikara Williama Turnera iz 1834. godine.
U večernjim satima 16. listopada 1834. požar je slučajno izbio u Engleskom parlamentu, sjedištu vlade Ujedinjenog Kraljevstva. Desetine tisuća Londončana, uključujući i Turnera, promatralo je kako zgrade izgaraju. Turnera su privlačili prizori prirode u kataklizmičnoj erupciji, a ovdje u središtu Londona suočio se sa scenom zastrašujuće sile i drame. Koristeći olovku i akvarel, Turner je brzo skicirao ono što je vidio, uhvativši prizor iz različitih kutova gledanja. Vrativši se u svoj studio naslikao je prvo ulje na platnu. 
Prva slika, izložena u „Britanskoj instituciji” (Britanskoj galeriji) u veljači 1835. godine prikazuje zgrade Parlamenta s uzvodne strane Westminsterskog mosta. Zgrade s druge strane rijeke prekrivene su zlatnim plamenom dok vatra izgara komoru Donjeg doma u Dvorani Svetog Stjepana i osvjetljava tornjeve Westminsterske opatije. Vatra reflektira tmurno crvenu boju u vodi, s mnoštvom gledatelja u prvom planu. Desno od slike, Westminsterski most se nazire kao ledeni brijeg, ali perspektiva dijela mosta koji je najbliži udaljenoj obali snažno je iskrivljena tamo gdje je osvijetljena plamenom. Sliku je otkupio Muzej umjetnosti u Philadelphiji 1928. god. kao dio zbirke Johna Howarda McFaddena.
Druga slika bila je izložena na ljetnoj izložbi Kraljevske akademije kasnije, 1835. godine. Kompozicija prikazuje sličan prizor, no nešto dalje nizvodno, bliže mostu Waterloo. Na ovoj slici Turner je stvorio zadivljujući vizualni zapis događaja. Zlatni plamen zahvaća zgrade i dominira nebom dok vatra baca crvenkasto-narančasti odraz na rijeku Temzu. Dok most doseže preko rijeke, čini se kako se topi od vrućine. Jaki vjetrovi nose plavo-sivi dim preko noćnog neba. Ljudi se skupljaju i gledaju uništenje s brodova, mosta i obližnje obale. Spektakularan, ali zastrašujući događaj odvija se pred njihovim očima. 
Iako je Turner sliku temeljio na stvarnom događaju, iskoristio je katastrofu kao polaznu točku za izražavanje čovjekove bespomoćnosti kada se suoči s destruktivnim prirodnim silama; ovdje rastvorenim u briljantnim bojama i promjenjivim atmosferskim učincima koji graniče s apstrakcijom. Dok požar bjesni, ljudi se čine bespomoćnima dok gledaju u čuđenju. Osim toga, male točkice svjetlosti iz umjetnih plinskih svjetiljki izgledaju slabe u usporedbi s plamenom koji se ne može kontrolirati. Slika također nagovještava političke nemire koji su uslijedili.
Boje i kompozicije ovih slika možda su utjecale na Turnerovu koncepciju njegove slike iz 1839. godine, Bojni brod Temeraire, koja također opisuje prolazak starog poretka.

## Vanjske poveznice
|  | Zajednički poslužitelj ima još gradiva o temi Parlament u plamenu, 16. listopada 1834. |